# Надичівська сільська рада
| Надичівська сільська рада — орган місцевого самоврядування у Жовківському районі Львівської області з адміністративним центром у с. Надичі. Історична дата утворення: в 1971 році. Водоймища на території, підпорядкованій даній раді: річки Думна, Жовтанка, Недільчина. Сільській раді підпорядковані населені пункти: - с. Надичі - с. Віднів - с. Гребінці - с. Звертів - с. Кошелів - с. Нове Село - с. Стронятин - с. Сулимів |

## Склад ради
Рада складається з 28 депутатів та голови.

### Керівний склад ради
| ПІБ                     | Основні відомості                                                                          | Дата обрання | Дата звільнення |
| ----------------------- | ------------------------------------------------------------------------------------------ | ------------ | --------------- |
| Нестор Михайло Іванович | Сільський голова, 1956 року народження, освіта, член Конгресу Українських Націоналістів    | 26.03.2006   | 31.10.2010      |
| Нестор Михайло Іванович | Сільський голова, 1956 року народження, освіта вища, член політичної партії 'Наша Україна' | 31.10.2010   |                 |

Примітка: таблиця складена за даними джерела